# Ootacamund
Ootacamund este un oraș situat în India.

Locaţie oraşului Ootacamund